# Ekstraklasa 2012/13
Die Ekstraklasa 2012/13 war die 79. Spielzeit der höchsten polnischen Fußball-Spielklasse der Herren seit ihrer Gründung im Jahre 1927. Die Saison begann am 18. August 2012 und endete am 1. Juni 2013. Insgesamt nahmen sechzehn Vereine an der Saison 2012/13 teil. Platz eins qualifizierte sich für die 2. Qualifikationsrunde der UEFA Champions League 2013/14, der zweite Platz und dritte Platz für die 2. Qualifikationsrunde der UEFA Europa League 2013/14. Die beiden letzten Vereine stiegen in die 1. Liga ab. Titelverteidiger ist Śląsk Wrocław, das im Vorjahr seinen zweiten polnischen Meistertitel nach 1977 gewinnen konnte. Aufsteiger aus der zweiten polnischen Liga sind Piast Gliwice und Pogoń Szczecin.

## Saisonverlauf
Schon Anfang März 2013 wurde Zagłębie Lubin vom polnischen Fußballverband mit einem Punkteabzug von drei Punkten belegt. Grund hierfür war die Spielmanipulation des Vereins am letzten Spieltag der Saison 2005/06 im Spiel gegen Cracovia (0:0). Das Unentschieden sicherte dem Klub den Einzug in den UEFA-Pokal 2006/07. Mitte Juli wurde der Traditionsverein Polonia Warschau an den Unternehmer Ireneusz Król verkauft. Für umgerechnet etwa 1,25 Millionen Euro kaufte dieser den Klub vom ehemaligen Besitzer Józef Wojciechowski. Der Klub behielt jedoch die Rechte für das Logo und den Namen, sodass ein Neustart in der 4. Liga möglich werden sollte. Der neue Erstligaklub sollte KP Katowice heißen. Eine geplante Fusion mit dem Zweitligisten GKS Katowice scheiterte jedoch. Zum Schluss entschied der neue Besitzer, weiterhin mit dem Verein als Polonia Warschau in der Ekstraklasa anzutreten. Am 14. Spieltag stand Legia Warschau nach einem 3:0-Erfolg gegen Ruch Chorzów als Herbstmeister fest. Mit 33 Punkten führte Legia die Tabelle mit vier Punkten Vorsprung vor Lech Posen an. Auf den Abstiegsplätzen lagen GKS Bełchatów und Podbeskidzie Bielsko-Biała mit nur sechs erreichten Punkten aus 15 Spielen schon neun Punkte entfernt vom rettenden Ufer. Am 25. Mai 2013 stand Legia Warschau nach einem 1:1-Unentschieden gegen Widzew Łódź zwei Spieltage vor Schluss als Meister der Saison 2012/13 fest. Der Zweitplatzierte Lech Posen verlor an diesem Spieltag mit 0:2 gegen Podbeskidzie Bielsko-Biała, sodass Legia Warschau sechs Punkte Vorsprung und zudem den direkten Vergleich gewonnen hatte. Drei Tage später bekam dann der finanziell angeschlagene Klub Polonia Warschau vom polnischen Fußballverband keine Lizenz für die nächste Saison, weshalb der Verein als erster Absteiger feststand. Somit musste sportlich gesehen nur der Letzte aus der Ekstraklasa absteigen. Die Entscheidung über den Absteiger fiel erst am letzten Spieltag, nachdem die nach der Hinrunde weit abgeschlagenen GKS Bełchatów und Podbeskidzie Bielsko-Biała in der Rückrunde eine fulminante Aufholjagd starteten. Vor dem letzten Spieltag war GKS Bełchatów Letzter mit 28 Punkten, Podbeskidzie Bielsko-Biała Vorletzter mit 29 Punkten und Ruch Chorzów Drittletzter mit 31 Punkten. Während GKS Bełchatów und Podbeskidzie Bielsko-Biała ihr letztes Spiel gewannen, verlor Ruch Chorzów am letzten Spieltag. Somit war Podbeskidzie Bielsko-Biała mit 32 Punkten gerettet und GKS Bełchatów und Ruch Chorzów mit je 31 Punkten am Tabellenende. Da bei Punktgleichheit der direkte Vergleich zählt, wurde somit Ruch Chorzów Vorletzter und GKS Bełchatów stieg ab, da Ruch Chorzów die Spiele mit 2:1 und 3:0 für sich entscheiden konnte. Während Meister Legia Warschau sich für die Qualifikation der Champions League qualifizierte, qualifizierten sich der Zweite Lech Posen und der Dritte Śląsk Wrocław für die Europa-League-Qualifikation. Da der Pokalsieger Legia Warschau und der Finalist Śląsk Wrocław sich beide auch über die Meisterschaft für einen internationalen Wettbewerb qualifiziert hatten, rückte der Tabellenvierte und Aufsteiger Piast Gliwice noch als Teilnehmer der Europa-League-Qualifikation nach.

## Stadien und Spielorte
Insgesamt nehmen 16 Mannschaften an der Meisterschaft teil, wovon 14 bereits in der letzten Saison in der Ekstraklasa spielten.
| Verein                     | Stadion                  | Kapazität                     |
| -------------------------- | ------------------------ | ----------------------------- |
| GKS Bełchatów              | GKS-Stadion              | 06.870                        |
| Górnik Zabrze              | Ernst-Pohl-Stadion       | 3.500 (32.000 nach dem Umbau) |
| Jagiellonia Białystok      | Stadion Miejski          | 5.481 (22.400 nach dem Umbau) |
| Korona Kielce              | Stadion Miejski          | 15.550                        |
| Lech Posen                 | Stadion Miejski          | 41.609                        |
| Lechia Gdańsk              | PGE Arena Gdańsk         | 42.105                        |
| Legia Warschau             | Pepsi Arena              | 31.103                        |
| Piast Gliwice              | Stadion Miejski          | 10.037                        |
| Podbeskidzie Bielsko-Biała | Stadion Miejski          | 3.345 (15.200 nach dem Umbau) |
| Pogoń Szczecin             | Florian-Krygier-Stadion  | 18.027                        |
| Polonia Warschau           | Polonia-Warschau-Stadion | 07.150                        |
| Ruch Chorzów               | Stadion Miejski          | 10.000                        |
| Śląsk Wrocław              | Stadion Miejski          | 44.308                        |
| Widzew Łódź                | Widzew-Stadion           | 10.500                        |
| Wisła Krakau               | Henryk-Reyman-Stadion    | 33.326                        |
| Zagłębie Lubin             | Dialog Arena             | 16.076                        |

## Statistiken

### Tabelle
| Pl. | Verein                       | Sp. | S  | U  | N  | Tore    | Diff. | Punkte |
| --- | ---------------------------- | --- | -- | -- | -- | ------- | ----- | ------ |
| 1.  | Legia Warschau (P)           | 30  | 20 | 7  | 3  | 059:220 | +37   | 67     |
| 2.  | Lech Posen                   | 30  | 19 | 4  | 7  | 046:220 | +24   | 61     |
| 3.  | Śląsk Wrocław (M)            | 30  | 13 | 8  | 9  | 044:420 | +2    | 47     |
| 4.  | Piast Gliwice (N)            | 30  | 13 | 7  | 10 | 041:410 | ±0    | 46     |
| 5.  | Górnik Zabrze                | 30  | 12 | 7  | 11 | 035:310 | +4    | 43     |
| 6.  | Polonia Warschau 1 3         | 30  | 11 | 9  | 10 | 045:340 | +11   | 42     |
| 7.  | Wisła Krakau                 | 30  | 10 | 8  | 12 | 028:350 | −7    | 38     |
| 8.  | Lechia Gdańsk                | 30  | 10 | 8  | 12 | 042:430 | −1    | 38     |
| 9.  | Zagłębie Lubin 2             | 30  | 11 | 7  | 12 | 038:370 | +1    | 37     |
| 10. | Jagiellonia Białystok 3      | 30  | 8  | 13 | 9  | 031:450 | −14   | 37     |
| 11. | Korona Kielce                | 30  | 9  | 9  | 12 | 032:370 | −5    | 36     |
| 12. | Pogoń Szczecin (N) 3         | 30  | 10 | 5  | 15 | 029:390 | −10   | 35     |
| 13. | Widzew Łódź 3                | 30  | 8  | 9  | 13 | 030:410 | −11   | 33     |
| 14. | Podbeskidzie Bielsko-Biała 3 | 30  | 8  | 8  | 14 | 039:430 | −4    | 32     |
| 15. | Ruch Chorzów 3               | 30  | 8  | 7  | 15 | 035:480 | −13   | 31     |
| 16. | GKS Bełchatów 1 3            | 30  | 7  | 10 | 13 | 024:380 | −14   | 31     |

Platzierungskriterien: 1. Punkte – 2. Direkter Vergleich (Punkte, Tordifferenz, geschossene Tore) – 3. Tordifferenz – 4. geschossene Tore

| (M) | amtierender polnischer Meister     |
| (P) | amtierender polnischer Pokalsieger |
| (N) | Neuaufsteiger                      |

### Kreuztabelle
Die Kreuztabelle stellt die Ergebnisse aller Spiele dieser Saison dar. Die Heimmannschaft ist in der linken Spalte, die Gastmannschaft in der oberen Zeile aufgelistet.
| 2012/13                    | Śląsk Wrocław | Ruch Chorzów | Legia Warschau | Lech Posen | Korona Kielce | Polonia Warschau |     | Górnik Zabrze | Zagłębie Lubin | Jagiellonia Białystok | Widzew Łódź | Podbeskidzie Bielsko-Biała | Lechia Gdańsk | GKS Bełchatów | Piast Gliwice | Pogoń Szczecin |
| -------------------------- | ------------- | ------------ | -------------- | ---------- | ------------- | ---------------- | --- | ------------- | -------------- | --------------------- | ----------- | -------------------------- | ------------- | ------------- | ------------- | -------------- |
| Śląsk Wrocław              |               | 1:0          | 1:0            | 1:0        | 2:0           | 2:1              | 3:0 | 2:1           | 0:2            | 3:3                   | 2:1         | 1:1                        | 1:1           | 2:1           | 1:3           | 1:0            |
| Ruch Chorzów               | 1:1           |              | 0:0            | 0:4        | 1:1           | 2:1              | 1:2 | 0:0           | 2:1            | 1:1                   | 3:0         | 1:3                        | 0:1           | 2:1           | 1:2           | 2:3            |
| Legia Warschau             | 5:0           | 3:0          |                | 1:0        | 4:0           | 1:1              | 2:1 | 3:0           | 2:0            | 1:2                   | 1:0         | 3:1                        | 1:0           | 0:0           | 3:2           | 3:1            |
| Lech Posen                 | 0:3           | 4:0          | 1:3            |            | 2:0           | 0:1              | 1:0 | 0:0           | 3:1            | 0:2                   | 4:0         | 0:2                        | 4:2           | 0:0           | 4:0           | 1:1            |
| Korona Kielce              | 1:1           | 2:1          | 3:2            | 0:1        |               | 1:1              | 1:1 | 1:0           | 1:0            | 5:0                   | 0:0         | 2:1                        | 0:1           | 1:0           | 4:0           | 2:1            |
| Polonia Warschau           | 2:2           | 2:1          | 1:2            | 1:2        | 2:0           |                  | 1:2 | 1:1           | 0:1            | 1:1                   | 3:1         | 2:1                        | 1:1           | 0:1           | 1:1           | 2:0            |
| Wisła Krakau               | 1:0           | 1:1          | 1:2            | 0:1        | 3:0           | 1:3              |     | 1:3           | 0:1            | 0:0                   | 1:0         | 0:0                        | 1:0           | 2:1           | 1:2           | 2:0            |
| Górnik Zabrze              | 4:1           | 2:0          | 2:2            | 0:1        | 2:0           | 0:4              | 0:1 |               | 0:2            | 1:2                   | 3:1         | 0:1                        | 2:0           | 2:0           | 1:0           | 0:0            |
| Zagłębie Lubin             | 4:0           | 2:3          | 2:2            | 0:1        | 2:1           | 0:3              | 4:1 | 1:2           |                | 2:1                   | 0:1         | 1:2                        | 0:0           | 1:0           | 2:1           | 3:0            |
| Jagiellonia Białystok      | 0:3           | 1:0          | 0:3            | 0:1        | 0:0           | 2:0              | 2:2 | 1:1           | 0:0            |                       | 2:2         | 2:1                        | 0:2           | 2:2           | 0:2           | 1:0            |
| Widzew Łódź                | 2:1           | 2:0          | 1:1            | 0:1        | 1:0           | 3:2              | 1:2 | 1:1           | 0:0            | 3:0                   |             | 1:2                        | 1:2           | 1:0           | 1:1           | 1:3            |
| Podbeskidzie Bielsko-Biała | 1:1           | 1:2          | 1:2            | 2:3        | 1:1           | 0:1              | 1:1 | 1:3           | 1:1            | 4:0                   | 2:2         |                            | 2:3           | 1:1           | 1:2           | 2:1            |
| Lechia Gdańsk              | 2:3           | 4:4          | 1:2            | 2:0        | 3:2           | 1:3              | 0:0 | 0:2           | 2:2            | 2:3                   | 2:0         | 1:2                        |               | 1:1           | 1:2           | 1:1            |
| GKS Bełchatów              | 1:0           | 0:3          | 0:2            | 0:1        | 1:1           | 0:5              | 0:0 | 2:0           | 3:2            | 1:1                   | 0:0         | 2:1                        | 1:1           |               | 1:3           | 0:1            |
| Piast Gliwice              | 3:2           | 1:3          | 0:0            | 0:3        | 1:1           | 1:1              | 2:0 | 1:2           | 1:1            | 1:1                   | 1:2         | 1:0                        | 2:0           | 2:3           |               | 1:0            |
| Pogoń Szczecin             | 0:3           | 1:0          | 0:3            | 0:2        | 2:1           | 3:1              | 2:0 | 1:0           | 4:0            | 1:1                   | 1:1         | 2:0                        | 0:2           | 0:1           | 0:2           |                |

### Tabellenführer
- 1. Spieltag: Lech Posen, Legia Warschau und Pogoń Szczecin
- 2. Spieltag – 03. Spieltag: Legia Warschau
- 4. Spieltag – 06. Spieltag: Widzew Łódź
- 7. Spieltag – 30. Spieltag: Legia Warschau

### Torschützenliste
Bei gleicher Anzahl von Treffern sind die Spieler alphabetisch nach Nachnamen bzw. Künstlernamen geordnet.
| Pl. | Name                    | Mannschaft                              | Tore |
| --- | ----------------------- | --------------------------------------- | ---- |
| 01. | Róbert Demjan           | Podbeskidzie Bielsko-Biała              | 14   |
| 02. | Wladimir Dwalischwili 4 | Polonia Warschau (7) Legia Warschau (5) | 12   |
| 02. | Danijel Ljuboja         | Legia Warschau                          | 12   |
| 04. | Michal Papadopulos      | Zagłębie Lubin                          | 11   |
| 04. | Bartosz Ślusarski       | Lech Posen                              | 11   |
| 06. | Marek                   | Legia Warschau                          | 10   |
| 07. | Maciej Korzym           | Korona Kielce                           | 09   |
| 07. | Jakub Kosecki           | Legia Warschau                          | 09   |
| 07. | Abdou Razack Traoré 5   | Lechia Gdańsk                           | 09   |
| 10. | Łukasz Broź             | Widzew Łódź                             | 08   |
| 10. | Piotr Cwielong          | Śląsk Wrocław                           | 08   |
| 10. | Fabian Pawela           | Podbeskidzie Bielsko-Biała              | 08   |
| 10. | Szymon Pawłowski        | Zagłębie Lubin                          | 08   |

### Auszeichnungen
- Spieler der Saison: Róbert Demjan (Podbeskidzie Bielsko-Biała)[7]
- Trainer der Saison: Jan Urban (Legia Warschau)[7]
- Jungprofi der Saison: Bartosz Bereszyński (Lech Posen und Legia Warschau)[7]
- Fair-Play-Preis: Górnik Zabrze[7]
- Torhüter der Saison: Emilijus Zubas (GKS Bełchatów)[7]
- Verteidiger der Saison: Artur Jędrzejczyk (Legia Warschau)[7]
- Mittelfeldspieler der Saison: Sebastian Mila (Śląsk Wrocław)[7]
- Stürmer der Saison: Róbert Demjan (Podbeskidzie Bielsko-Biała)[7]